# Andrew Bayer
Andrew Michael Bayer, más conocido como Andrew Bayer (Washington D. C., Washington, Estados Unidos, 19 de mayo de 1987), es un DJ y productor de gran renombre mundial, especializado en géneros como el Trance, el House progresivo, el Ambient y el Trip hop. Entre sus trabajos se encuentran cuatro álbumes, siendo su álbum debut "It's Artificial", lanzado en 2011, siguiéndole "If It Were You, We'd Never Leave", lanzado dos años después, debutando en varias listas. Su tercer álbum, "In My Last Life", fue lanzado en agosto de 2018, incluyendo canciones como "Immortal Lover" y seguido de la reimaginación de dicho álbum, llamado “In My Next Life”, con sonidos más orientados a club. Su último álbum “Duality” fue lanzado en 2022, en dos partes. Aparte de ellos, también cuenta con EP como "Do Androids Dream", el cual alcanzó el puesto 11 en las listas de Estados Unidos. 
Andrew Bayer ha trabajado con otros alias: Signalrunners, dueto con el que inició su carrera musical y que cuenta con trabajos como “Meet Me In Montauk”; y Artificial, agrupación que mantuvo actividad entre los años con el dúo de DJ's Norin & Rad 2013 y 2014.
Ha colaborado con artistas como Arty, Cosmic Gate, BT, Boom Jinx e Ilan Bluestone, además de ser parte del equipo de producción del grupo Above & Beyond en tres de sus álbumes, siendo posteriormente nominados a los Premios Grammy en dos oportunidades, ambos en la categoría "mejor grabación dance": La primera por la canción "We`re All We Need"  en 2015; y la segunda, por "Northern Soul" en 2018.

## Biografía

### Infancia e inicios
Bayer nació en Washington D.C en 1987. A los tres años de edad, comenzó a tomar clases de piano por presión de parte de sus padres, el cual continuó hasta antes de iniciar sus estudios en educación secundaria. Inicialmente, Bayer era un admirador de personajes notables como Michael Jackson, Paula Abdul, Radiohead, Nine Inch Nails y otros, recibiendo influencias del rock alternativo. Desde ese entonces, a la edad de 13 años, continuó sus estudios de forma autodidacta. El año 2000, como lo indica en una entrevista en Joonbug, fue después de un viaje a Alemania en la cual conoció el estilo del trance, recibiendo influencia de artistas ya destacados como Ferry Corsten y Tiësto, además de géneros como el eurodance. Al año siguiente, con la edad de 15 años, comenzó a producir música, en paralelo con sus estudios con el sintetizador de música en la universidad de producción musical de Berklee.

### 2003-10:Signalrunnersy primeros años de actividad
La actividad musical de Andrew Bayer comenzó al fundar un proyecto grupal en 2003 titulado Signalrunners, realizado junto a Alan Nimmo, productor escocés. Aquí se publicaron trabajos musicales como "Corrupted", "Aria Epica", "Meet Me In Montauk" y "Love Theme Dusk", este último en colaboración con Mike Foyle, productor de origen británico. Signalrunners recibió el respaldo de sellos musicales como Five AM, Anjunabeats y Armada Music, además de su propio sello, Fraction Records, fundado el año 2007. El proyecto continuó en actividad hasta el año 2008, mientras que Fraction Records se mantuvo en pie hasta el año 2015, cuando fue considerado desaparecido.
Bayer continuó su carrera profesional como productor usando su propio nombre, continuando en Anjunabeats y su submarca Anjunadeep. Su primer trabajo bajo este respaldo, "To The Six", fue lanzado el 24 de julio de 2009 junto a Boom Jinx. Le seguirían trabajos como "The Emergency", una colaboración con BT, apareciendo en el álbum "These Hopeful Machines"; su EP "Distractions", entre otros.

### 2011-12:It's Artificial
El álbum debut de Bayer, It's Artificial, fue publicado en julio de 2011, bajo la misma etiqueta de sus primeros trabajos en solitario. Siendo un álbum que recopila estilos musicales como el trance, el glitch hop, el dubstep y el techno, géneros no desarrollados antes por él ni antes etiquetados por Anjunabeats. Tanto para Bayer como para las recepciones críticas, como en lo manifestado en una entrevista en Arab News, significó un “punto de inflexión” importante en el desarrollo de su trayectoria. Luego del lanzamiento de It's Artificial, tres de las canciones del álbum se publicaron independientemente y en su formato original. El primero, "Counting The Points", fue lanzado en agosto de 2011, siguiéndole a este la publicación de "From The Earth" el 30 de octubre del mismo año. El tercer sencillo, "Monolith" sería publicado el 13 de agosto de 2012 junto a otro trabajo,"Polylith" en un EP que lleva sus dos nombres.
En paralelo, Bayer colaboró junto a Above & Beyond en algunas canciones que forman parte del álbum Group Therapy, el cual fue lanzado el mismo año. Luego de ello, puso en lanzamiento la canción "In And Out Of Phase" (junto a Matt Lange), una canción que, según menciona en una entrevista al medio Club Glow Washington DC, fue producida en tres estudios distintos (y, por tanto, se conforma de tres partes) en un periodo de nueve meses. A este le siguió "Keep Your Secrets", con la colaboración vocal de Molly Bancroft. Además, publicó un álbum compilatorio de varios de sus sencillos y remixes.

### 2012-13:If It Were You, We'd Never Leave
El segundo álbum de estudio de Andrew Bayer es If It Were You, We'd Never Leave, publicado en abril de 2013. Al igual que el anterior, este álbum recopila variados géneros, diferenciándose en estilos como el trip pop, el alternative pop y composiciones clásicas de piano. Tal como se hace mención en una entrevista al medio Complex, Bayer la llamó como un "experimento total" y una "pieza de autorrealización que evolucionó lentamente", además del calificativo de "música egoísta" por representar episodios y lugares de su vida. Cuenta con las colaboraciones vocales de Ane Brun, Deb Talan y Alison May, además de muestras como la de Sufjan Stevens. If It Were You, We'd Never Leave, publicado bajo el mismo sello Anjunabeats, alcanzó la posición 19 en la lista Dance/Electronic Albums de Billboard.
El primer sencillo lanzado de forma independiente del álbum lleva como título "Gaff's Eulogy", y fue publicado el 17 de diciembre de 2012. El siguiente trabajo, "It's Going to Be Fine", a manera de adelanto del mismo, se puso a disponibilidad de descarga gratuita. Le sigue "Lose Sight", el cual cuenta con la colaboración vocal de Ane Brun, y fue publicado el 1 de abril de 2013. El lanzamiento de un último sencillo se haría después de la publicación de If It Were You, We'd Never Leave, hecha el 5 de agosto del mismo año y llevando como título "Need Your Love". Este mismo tendría una versión Club Mix, siendo lanzado en un EP de nombre "Need Your Love/England/Detuned".

### 2013-14:Artificial
Tras la presentación del set de ABGT 050, Bayer anunció el inicio de un nuevo proyecto musical llamado Artificial consistente en un grupo en la que integraría junto a los productores estadounidenses Nick Sember y Bruce Karlsson, integrantes del dúo Norin & Rad.  Su primer sencillo publicado, "Prototype", debutó en el set anteriormente mencionado, y siendo publicado el 9 de diciembre de 2013 bajo el respaldo de Anjunabeats, siendo bien recibida por la crítica principalmente por "la nueva propuesta" en el estilo musical de su género. En una entrevista con Dj Mag, Bayer reveló la gran amistad que tiene con el dúo, expresándose la voluntad de trabajar en el nuevo proyecto. Además, añadió que el nuevo estilo musical propuesto fue apoyado notablemente por la disquera Anjunabeats. Asimismo, el grupo añadió que el objetivo de "Artificial" era "retener la musicalidad" de las canciones al mismo tiempo de explayarse en el estilo Big room house "fielmente mantenido al sonido melódico y edificante del sello". Al trabajo de "Prototype" le siguió el de "Stuck In Sa Caleta" el 10 de marzo de 2014. En otra entrevista, Bayer hizo referencia al título con la experiencia que tuvo que pasar junto a su agrupación tras su producción, trayendo consigo "la pérdida de su vuelo a Londres y tres días adicionales en Ibiza", añadiendo que "el resultado final valió la pena. Luego del lanzamiento de "Stuck In Sa Caleta", el proyecto quedó en abandono.
En paralelo con Artificial, Andrew publicó trabajos en solitario, tales como "Once Lydian" en febrero de 2014, y "Bullet Catch", hecho cuatro meses después.

### 2014-15:Do Androids Dreamy latrilogía Anamnesis
El siguiente trabajo de Bayer es el EP's titulado Do Androids Dream, el cual abarca géneros como el ambient (incorporando elementos sinfónicos y composiciones de piano), el pop, el trip hop, el progressive trance y el house progresivo. En una entrevista con el medio Lessthan3, Bayer menciona que incluyó tanto el género que ha venido desarrollando en ese tiempo como la influencia de su segundo álbum e instrumentos de orquesta, esto último para poder incluirla en el inicio de sus presentaciones. Bayer ha contado con la colaboración del vocalista y productor Asbjørn. Do Androids Dream fue publicado en abril de 2015, y alcanzó la posición 19 en la lista Dance/Electronic Albums de Billboard.
El sencillo lanzado independientemente antes de la publicación del EP lleva como título "Super Human", con la participación vocal del ya mencionado vocalista, teniendo como fecha oficial el 23 de marzo de 2015. Como parte de promoción del trabajo en conjunto, el sencillo "Tomorrow Boys" fue presentado como adelanto, mientras que las demás canciones fueron presentadas en su gira hecha para respaldar el EP.
Anamnesis es el siguiente lanzamiento de Bayer, el cual fue hecho en solitario. Lanzado en diciembre del mismo año, ha sido centrado en recopilar tanto los géneros trance y house progresivo como el ambient. Muchas veces referido como la "trilogía Anamnesis" en razón a las tres pistas principales del EP, fue referido por su autor como un intento de restaurar parte de la estructura de la música trance "con su propio estilo", haciendo una comparación con las canciones del género big room, "preocupados en el alto impacto y la gratificación instantánea", como lo confirmó en el medio 312 audio.
Las tres canciones principales de este EP también fueron lanzadas independientemente. La primera, de título "Nobody Told Me", debutó en la presentación de ABGT 150, siendo luego publicada el 2 de octubre de 2015. La siguiente, "Celestial", tuvo como fecha el 6 de noviembre del mismo año. Asimismo, "Memories", la última pista en ser lanzada, fue hecha el 4 de diciembre. Asimismo, Andrew organizó una gira para respaldar el trabajo.
Bayer ha trabajado desde el año 2011 como coproductor del grupo Above & Beyond. De esta forma, en paralelo a estas dos EP's, se involucró en la producción del álbum We're All We Need, siendo lanzado en enero de 2015. Fue por una de las canciones del álbum, cuyo título es el mismo, por lo que tanto Andrew como el trío recibieron una nominación a los premios Grammy en la categoría "mejor grabación dance". De la misma forma sucedió con el caso del álbum "Common Ground", siendo nominados a la misma premiación y la misma categoría por la canción "Northern Soul".
Luego del debut de Anamnesis, Andrew Bayer siguió haciendo lanzamientos independientes bajo el mismo sello Anjunabeats. El primero de ellos, "Follow The Light", fue hecho en colaboración con el productor ruso Arty, publicándose en julio de 2016. Le seguirían canciones como "From The  Past", lanzada el mismo año; "Destiny", en dúo con el productor Ilan Bluestone; y "Signs Of The Fall", contando con la colaboración vocal de Alison May, publicándose el 22 de septiembre de 2017.

### 2018-2019:In My Last LifeeIn My Next Life
El tercer álbum de estudio publicado por Bayer, In My Last Life, recibió el respaldo de la misma discografía Anjunabeats, teniendo como fecha oficial de lanzamiento el 24 de agosto de 2018. Los géneros que recopila son similares a sus dos predecesores, incluyéndose el deep house y el indie electronic. Cuenta con las colaboraciones vocales de Alison May y Ane Brun, y ha sido recibida por la crítica como uno de sus trabajos máximos. En una declaración al medio Billboard, Bayer menciona que se ha tomado un enfoque independiente en relación a la escritura lírica, tomándola de mayor prioridad antes de comenzar a trabajar las canciones partiendo de algunos proyectos de hace 5 años, llevándole mucho tiempo para llevar el ritmo. In My Last Life, el cual -según mención del autor- ha recibido la influencia de artistas y grupos como Kate Bush, Atoms for Peace, Aphex Twin y Talk Talk, alcanzó la posición 4 en la lista Dance/Electronic Albums de Billboard. Como forma de respaldo al trabajo, Bayer proporcionó entradas de cine para quienes habían preordenado la reproducción del álbum, de forma que pudiesen escuchar la secuencia del mismo con los ojos vendados. A su juicio, esto permitiría a los oyentes a ""enfocarse en el contenido lírico y la historia real".
"Immortal Lover' fue el primer sencillo lanzado independientemente del álbum. Publicado en junio de 2018, cuenta con la colaboración de Alison May. El siguiente mes se lanza "Your Eyes", en la cual se incorpora elementos del trance y el indie electronic (con influencias del estilo del pop de la década de 1980), además de la participación vocal de Ane Brun. Le sigue el trabajo de título "End Of All Things", presentando de nuevo a Alison May, lanzándose el 14 de agosto de 2018. Según cita May, dicha canción se desenvuelve en la "incertudumbre en torno a lo que sucede después del fallecimiento de las personas", llegando a la conclusión que "hay vida antes y después" de la muerte, siendo parte de un "gran plan".
Luego del lanzamiento de este álbum, Bayer anunció que lanzaría una serie de versiones club basadas en las canciones del mismo, en lo cual, haciendo referencia al título, pondría el término In My Next Life Mix. El primer sencillo publicado de esta forma fue "Immortal Lover" el 21 de septiembre de 2018. El siguiente, "Open End Resource", fue presentado junto a la versión original y editada. De la misma forma fue presentada "Love You More", donde la versión In My Next Life Mix fue hecha en colaboración con el productor británico Genix.

### 2019-presente:Eigth to Sixteen/Only You Boy,MagitekyParallels
El 24 de mayo, fue lanzado mediante Anjunabeats ‘Only You Boy / Eight To Sixteen’. Estos dos tracks fueron tocados por el mismo Andrew Bayer en Tomorrowland y ABGT. 
El 14 de junio de 2019, Magitek fue lanzado en Anjunabeats, siendo muy bien recibida por los fanáticos del trance, describiéndolo como una de las mejores pistas que Bayer ha sacado en su vida artística. Fue tocado muchas veces por Above & Beyond (se destaca que fue tocado por primera vez en su presenteación del A State Of Trance 900) y por Armin van Buuren en la mayoría de sus presentaciones en grandes festivales y giras de A State Of Trance.
En julio de 2019, Bayer anunció el próximo lanzamiento de Parallels; un EP en donde Andrew regresaba a los clásicos sonidos analógicos de la música Dance y Trance que siempre lo han caracterizado. Tracks como Voltage Control y Parallels Pt. 2 recibieron un apoyo considerable por parte de Armin van Buuren, Above & Beyond y Andrew Rayel por mencionar a algunos. Parallels fue lanzado el 25 de octubre de ese mismo año.

## Discografía
Álbumes y EPs
- It's Artificial (2011)
- If It Were You, We'd Never Leave (2013)
- In My Last Life (2018)
- In My Next Life (2019)
- Parallels EP (2019)
- Duality (2022)

## Premios y nominaciones
| Año  | Premio         | Categoría               | Trabajo nominado                             | Resultado | Ref.   |
| ---- | -------------- | ----------------------- | -------------------------------------------- | --------- | ------ |
| 2015 | Premios Grammy | "Mejor grabación dance" | «We're All We Need» (featuring Zoë Johnston) | Nominado  | [ 39 ] |
| 2018 | Premios Grammy | "Mejor grabación dance" | «Northern Soul» (featuring Richard Bedford)  | Nominado  | [ 39 ] |